# Józef Garbień

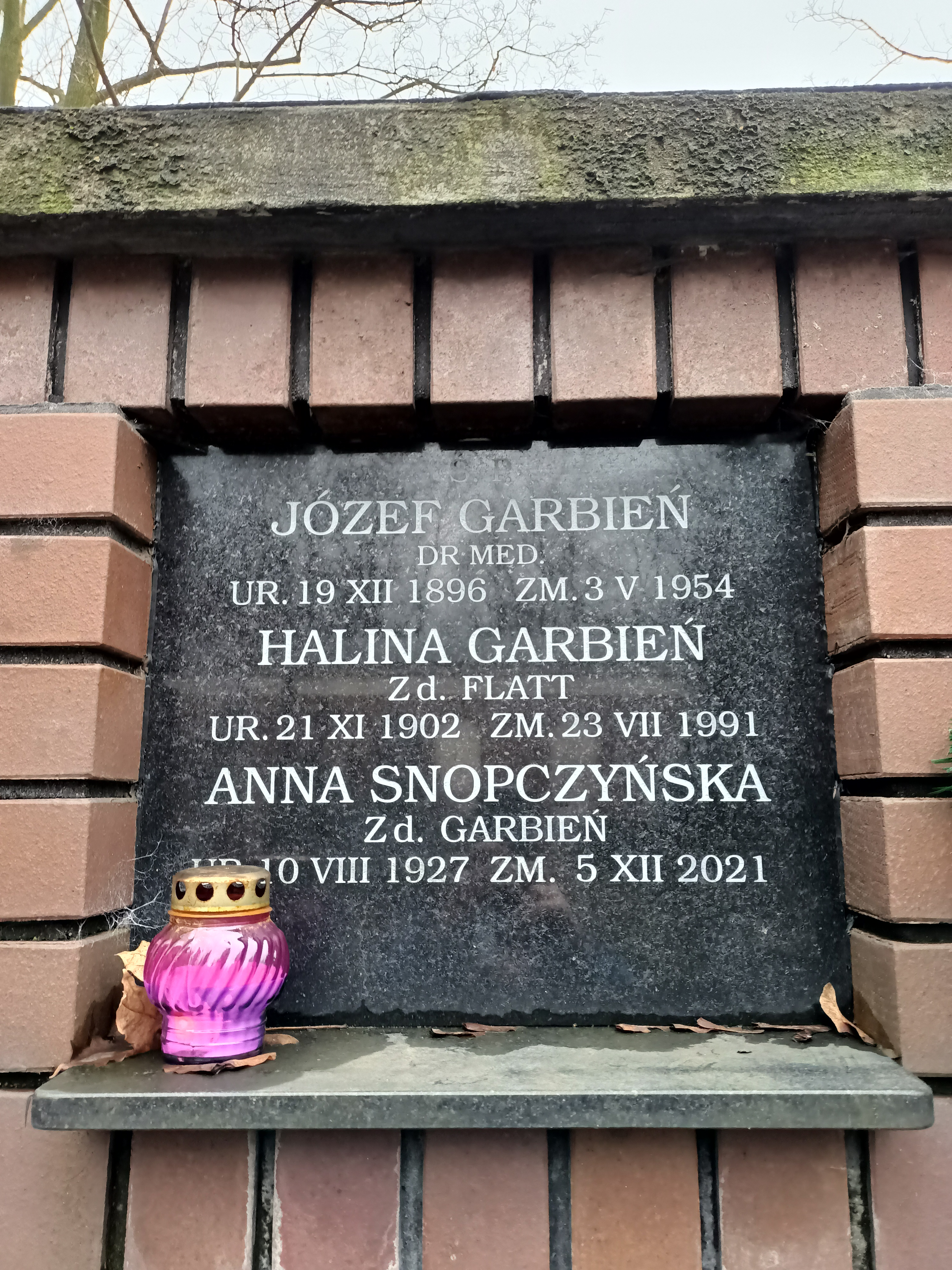
Nisza urnowa Józefa Garbienia w kolumbarium cmentarza Powązkowskiego w Warszawie

Józef Daniel Garbień (ur. 11 grudnia 1896 w Łupkowie, zm. 3 maja 1954 w Cieszynie) – polski piłkarz występujący na pozycji napastnika, reprezentant Polski w latach 1922–1926, lekarz i kapitan rezerwy służby zdrowia Wojska Polskiego.

## Życiorys
Urodził się 11 grudnia 1896 w Łupkowie. Po ukończeniu szkół średnich w Stryju i Lwowie podjął studia na Wydziale Lekarskim Uniwersytetu Jana Kazimierza we Lwowie. Ukończył je z tytułem doktora medycyny. Pracował jako chirurg, a także udzielał się w Radzie Naukowej Wychowania Fizycznego w Warszawie. Od 1933 roku ordynator oddziału chirurgicznego i dyrektor szpitala im. Józefa Piłsudskiego w Chrzanowie.
Jednocześnie już w trakcie pobytu w szkole średniej rozpoczął grę w piłkę nożną, grając w zespole Pogoni Stryj. We Lwowie nie przynależał do żadnego klubu. W związku z zaangażowaniem w działalność Sokoła i Drużyn Strzeleckich, po wybuchu wojny, w sierpniu 1914 roku Garbień wstąpił do I Brygady Legionów. Służył w szeregach 1 pułku piechoty. Po rozwiązaniu brygady trafił na front włoski. Odniósł także ciężką ranę podczas obrony Lwowa. Został mianowany do stopnia kapitana w Korpusie Oficerów Sanitarnych Lekarzy ze starszeństwem z dniem 1 czerwca 1919 (lok. 461). W 1920 roku był członkiem kadry która miała wystąpić na igrzyskach olimpijskich w Antwerpii.
W 1939 podczas wojny obronnej walczył w stopniu majora Wojska Polskiego. Podczas okupacji niemieckiej był więźniem gestapo na ulicy Montelupich w Krakowie. Po II wojnie światowej w okresie stalinowskim był więziony z powodu swoich przekonań.
Jako piłkarz przez 15 lat bronił barw Pogoni Lwów, przez kilka lat pełniąc również funkcję kapitana drużyny. Wystąpił także w 8 oficjalnych spotkaniach polskiej reprezentacji. Zadebiutował 28 maja 1922 w towarzyskim spotkaniu ze Szwecją na Stadionie Olimpijskim w Sztokholmie. Był to pierwszy wygrany mecz polskiej reprezentacji, a Garbień zdobył swojego premierowego, a dla Polski zwycięskiego gola w 74. minucie meczu, ustalającego wynik na 2:1.
Jako piłkarz i lekarz jednocześnie w 1925 roku wysunął projekt opieki medycznej nad sportowcami.
Zmarł 3 maja 1954 w Cieszynie gdzie pierwotnie był pochowany. W 2014 został ekshumowany i pochowany w nowym kolumbarium cmentarza Powązkowskiego w Warszawie.

## Ordery i odznaczenia
- Krzyż Niepodległości (7 lipca 1931)[3]
- Krzyż Walecznych
- Złoty Krzyż Zasługi (19 marca 1931)[4]

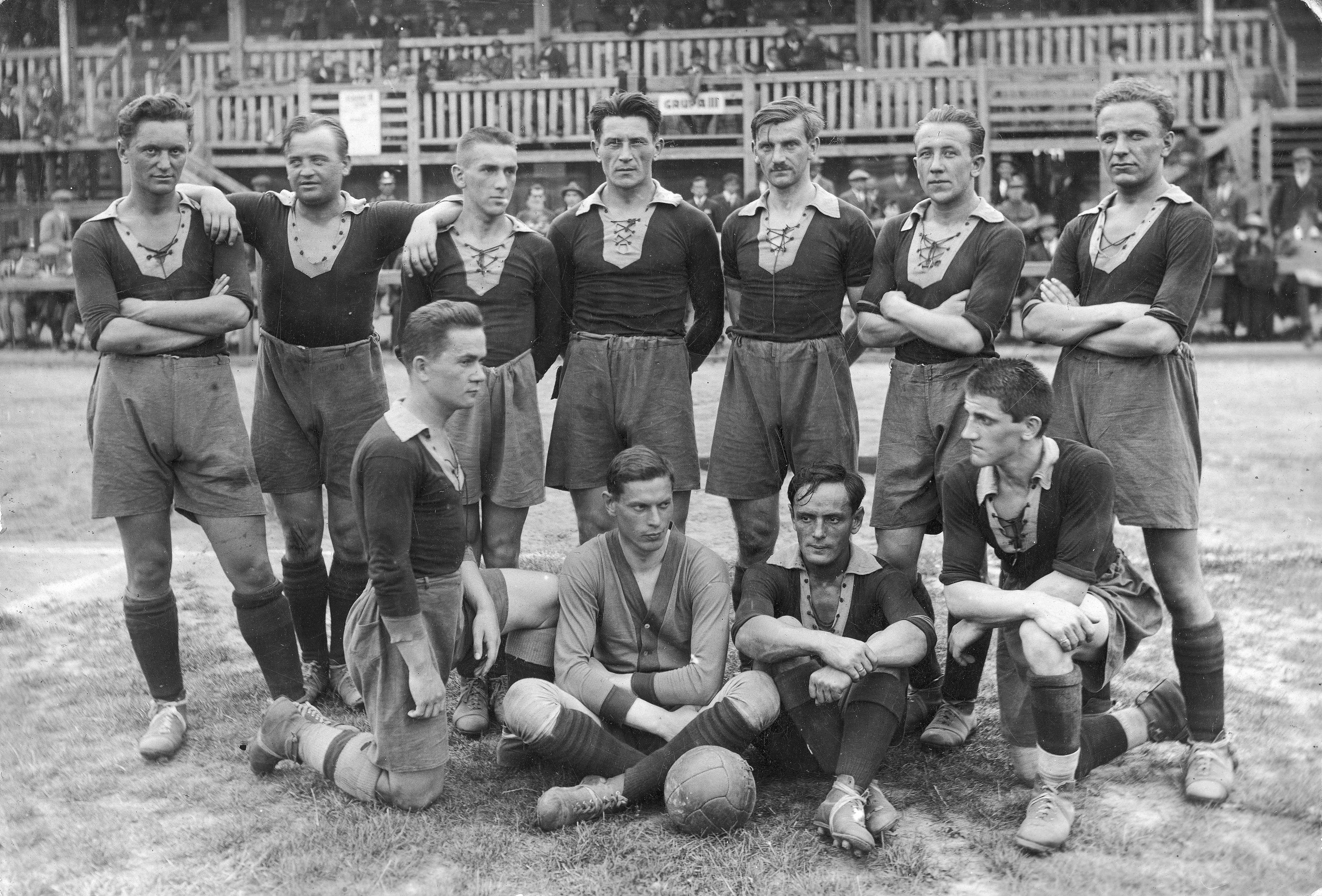
Pogoń Lwów, mistrz Polski z 1926 r., Garbień stoi pośrodku

- Odznaka „Za wierną służbę”
- Krzyż Obrony Lwowa